# Nüri
Nüri − wieś w Estonii, w prowincji Virumaa Wschodnia, w gminie Sonda.